# Erling Halfdan Stenby
Erling Halfdan Stenby (født 13. oktober 1957 i København) er en dansk kemiker og professor i anvendt termodynamik ved DTU siden 1996.
Siden 1. maj 2010 har han været på institutdirektør på Institut for Kemi på DTU, hvor han afløste den tidligere Ole W. Sørensen, der forlod posten efter heftig medieomtale af hans metoder og medlemskab i Scientology.
Erling Stenby er uddannet kemiingeniør på DTU i 1982 og har en licentiatgrad fra samme universitet, som han fik i 1985. Han har særligt arbejdet med olie og energihåndtering og oplagring af samme.
Han har været formand for Det Frie Forskningsråd for Teknologi og Produktion fra 2005 til 2006 og Statens Teknisk-Videnskabelige Forskningsråd fra 2003 til 2005.
Han er ligeledes leder af Center for Energiressourcer (CERE) på DTU, der forsker i olieudvinding og samarbejder med DONG, Maersk Oil og GEO for at få udvindingsprocenten for råolien i Nordsøen hævet.

## Hæder
- 2006 DGMK-Kolleg[11]
- 2004 Chevalier dans l'Ordre des Palmes Académiques
- 2000 Ærespris fra DONG’s Jubilæumslegat
- 1995 Forskerpris fra Reinholdt W. Jorck og Hustrus Fond